# 莱卡尔
莱卡尔（法語：Les Cars，法語發音：[le kaʁ]）是法国新阿基坦大区上维埃纳省的一个市镇，位于该省西南部，属于利摩日区。

## 地理
莱卡尔（45°40'50"N, 1°4'22"E）面积16.72 平方千米，位于法国新阿基坦大区上维埃纳省，该省份为法国中西部省份，北起顺时针与安德尔省、克勒兹省、科雷兹省、多爾多涅省、夏朗德省和维埃纳省接壤。
与莱卡尔接壤的市镇（或旧市镇、城区）包括：弗拉维尼亚克、比西耶尔加朗、帕雅斯、里亚克拉斯图尔。

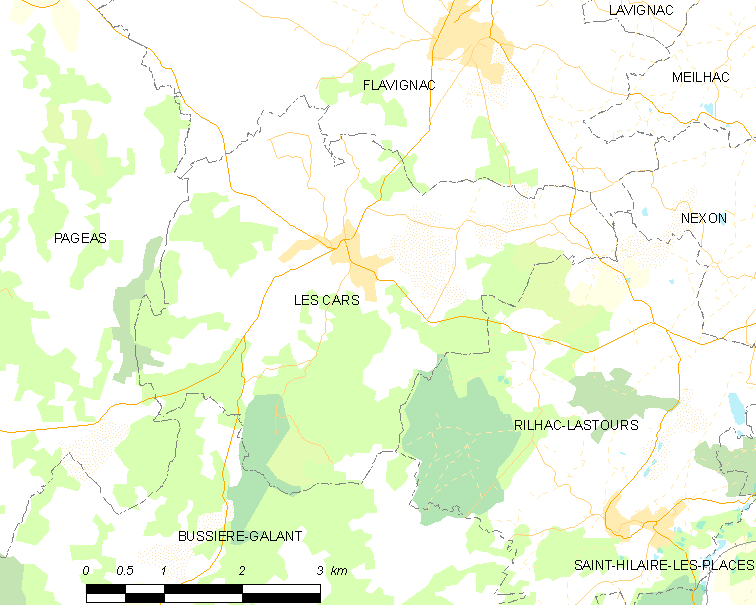
莱卡尔的OSM定位图

莱卡尔的时区为UTC+01:00、UTC+02:00（夏令时）。

## 行政
莱卡尔的邮政编码为87230，INSEE市镇编码为87029。

## 政治
莱卡尔所属的省级选区为圣伊里耶拉佩尔什县。

## 人口

1962-2008年间莱卡尔人口变化图示

莱卡尔于2022年1月1日时的人口数量为618人。